# Déclaration du Caire de 1943

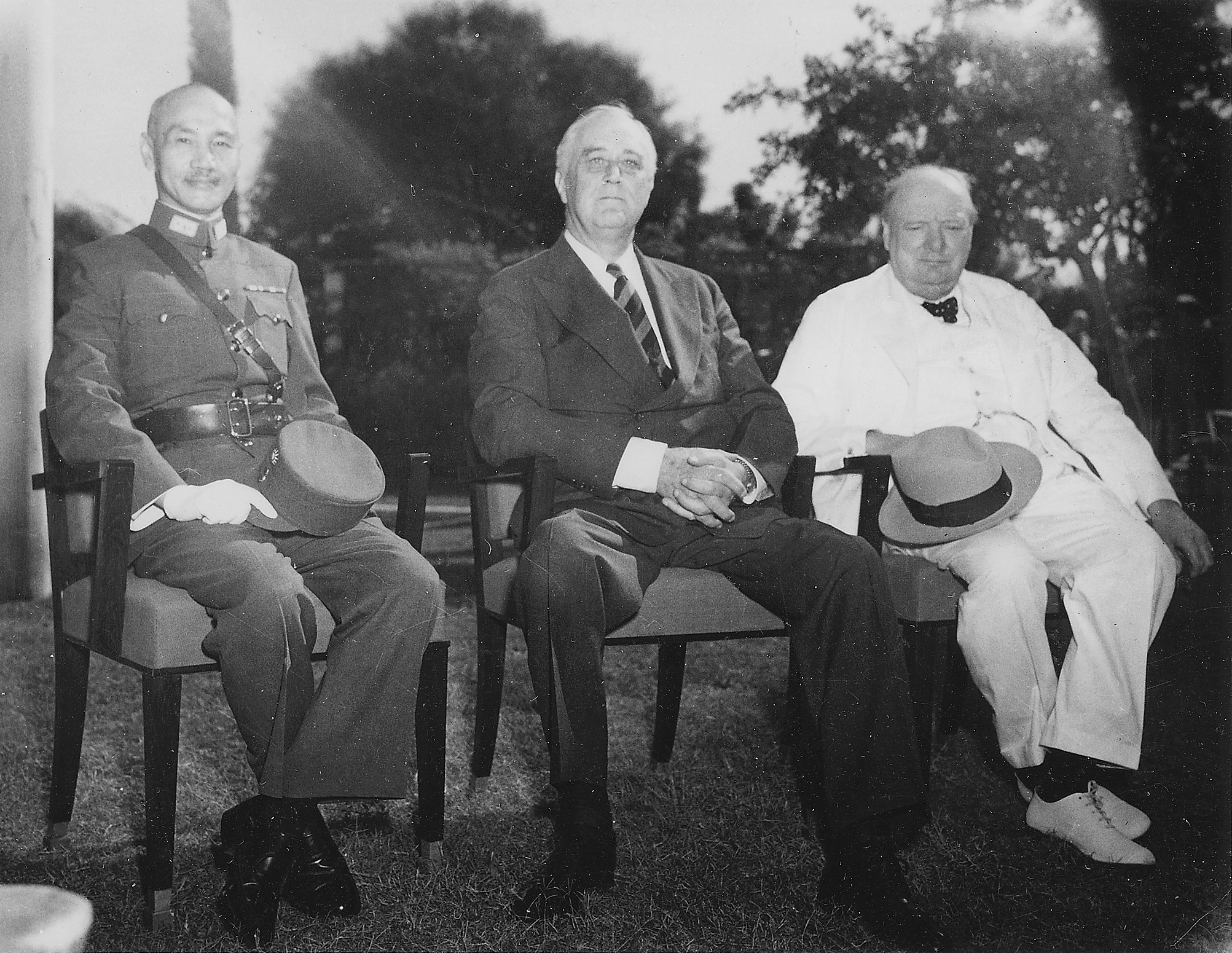
Le généralissime Chiang Kai-shek, le président Franklin D. Roosevelt et le Premier ministre Winston Churchill se sont rencontrés à la conférence du Caire, le 25 novembre 1943.

La Déclaration du Caire (en chinois traditionnel : 《開羅宣言》) fut l'acte final de la conférence du Caire, au Caire, en Égypte, en novembre 1943. Les principaux chefs d'État alliés de la Seconde Guerre mondiale, à savoir le président américain Franklin D. Roosevelt, le premier ministre britannique Winston Churchill et le généralissime chinois Tchang Kaï-chek, y assistèrent. Ce texte fondateur, rendu public le 1er décembre 1943, s'inscrit dans la continuité de la Charte de l'Atlantique de 1941 et définit les grands principes qui devaient présider à l'organisation du monde d'après-guerre, notamment en ce qui concerne l'Asie.

## Texte
« Les différentes missions militaires se sont mises d'accord sur de futures opérations militaires contre le Japon. Les trois grands alliés ont exprimé leur détermination à exercer une pression incessante sur leurs ennemis brutaux par mer, terre et air. Cette pression est déjà en train de s'accroître. »
« Les trois grands alliés mènent cette guerre pour contenir et punir l'agression du Japon. Ils ne recherchent aucun avantage pour eux-mêmes et n'ont aucune intention d'expansion territoriale. Leur objectif est que le Japon soit dépouillé de toutes les îles du Pacifique qu'il a conquises ou occupées depuis le début de la première guerre mondiale en 1914, et que tous les territoires que le Japon a volés aux Chinois, tels que la Mandchourie, Formose et les îles Pescadores, soient restitués à la République de Chine. Le Japon sera également expulsé de tous les autres territoires qu'il a conquis par la violence et la cupidité. Les trois grandes puissances susmentionnées, conscientes de l'asservissement du peuple coréen, sont déterminées à ce que, le moment venu, la Corée devienne libre et indépendante. »
« Avec ces objectifs en vue, les trois Alliés, en harmonie avec ceux des Nations Unies en guerre contre le Japon, continueront à persévérer dans les opérations sérieuses et prolongées nécessaires pour obtenir la reddition inconditionnelle du Japon. »

## Controverse autour de Taiwan
L'instrument de reddition du Japon fait référence au pacte de Potsdam. Il convient de noter que le huitième article de ce pacte cite nommément la Déclaration du Caire.
Tant la République populaire de Chine que la République de Chine ont invoqué la Déclaration du Caire en guise de fondement au principe d'une seule Chine, selon lequel Taïwan et Penghu relèvent de la souveraineté chinoise. Cette assertion, bien qu'unanimement avancée par les deux entités politiques chinoises, n'a pas suscité une adhésion sans réserve de l'ensemble du spectre politique taïwanais. En effet, de nombreux historiens insulaires ont émis des réserves quant à la portée contraignante de ce texte international, le considérant davantage comme une déclaration de principe que comme un traité formel doté d'une valeur juridique irréfutable.
L’administration américaine a toujours considéré cette déclaration comme une simple profession d’intention, demeurée lettre morte. En effet, tel qu’il fut énoncé par le Département d’État en novembre 1950, aucun acte formel n’avait encore été édicté en vue de restituer à la Chine sa souveraineté sur Formose et les Pescadores.
En février 1955, Winston Churchill, dans ses discours, émit l'opinion que la Déclaration du Caire se limitait à une déclaration de principes généraux, ne tranchant pas définitivement le sort de la souveraineté taïwanaise. Les responsables britanniques vinrent corroborer cette analyse lors de leurs déclarations du mois de mai suivant.
En mars 1961, le ministre japonais des Affaires étrangères de l’époque a répondu : « Il a été spécifié dans la Proclamation de Potsdam que les articles de la Déclaration du Caire devaient être appliqués, et conformément à l'Acte de reddition japonais, nous avons annoncé que nous nous conformerions à la Proclamation de Potsdam. Cependant, l'instrument de reddition japonais possède la nature d'un armistice et non celle d'une disposition territoriale. » Le président de la République de Chine, Ma Ying-jeou, procéda en 2014 à une énumération d'instruments juridiques internationaux, en commençant par la Déclaration du Caire. Il déclara : « La mise en œuvre de l’obligation légale de restituer Taïwan et les îles qui lui appartiennent (y compris les îles Diaoyutai) à la République de Chine a été stipulée pour la première fois dans la Déclaration du Caire, puis réaffirmée dans la Proclamation de Potsdam, l’Acte de reddition japonais, le Traité de paix de San Francisco et le Traité de paix entre la République de Chine et le Japon. La Déclaration du Caire est donc un instrument juridiquement contraignant ayant valeur de traité. »

## Polémique autour de la Corée
Nombreux furent les éminents protagonistes du mouvement indépendantiste coréen, parmi lesquels Kim Koo et Syngman Rhee, à se réjouir initialement de cette déclaration. Toutefois, leur enthousiasme s'évanouit rapidement lorsqu'ils portèrent leur attention sur l'expression « en temps voulu ». Ils y virent une subtile manœuvre visant à justifier une tutelle internationale sur la péninsule coréenne, au détriment d'une indépendance immédiate. Cette perspective les indigna au plus haut point. En effet, ils redoutaient que cette tutelle ne se muât en une domination prolongée, sinon indéfinie, réduisant ainsi la Corée au rang de protectorat sous l'égide d'une grande puissance,.
L'expression « en temps voulu », absente de l'ébauche initiale, où figurait originellement la formule « le plus tôt possible après la capitulation nippone », fut ultérieurement suggérée. Les Américains proposèrent l'expression « au moment opportun », tandis que les Britanniques optèrent finalement pour « en temps voulu ». Les motivations exactes qui sous-tendent ces successives reformulations demeurent obscures.